# Art trobat

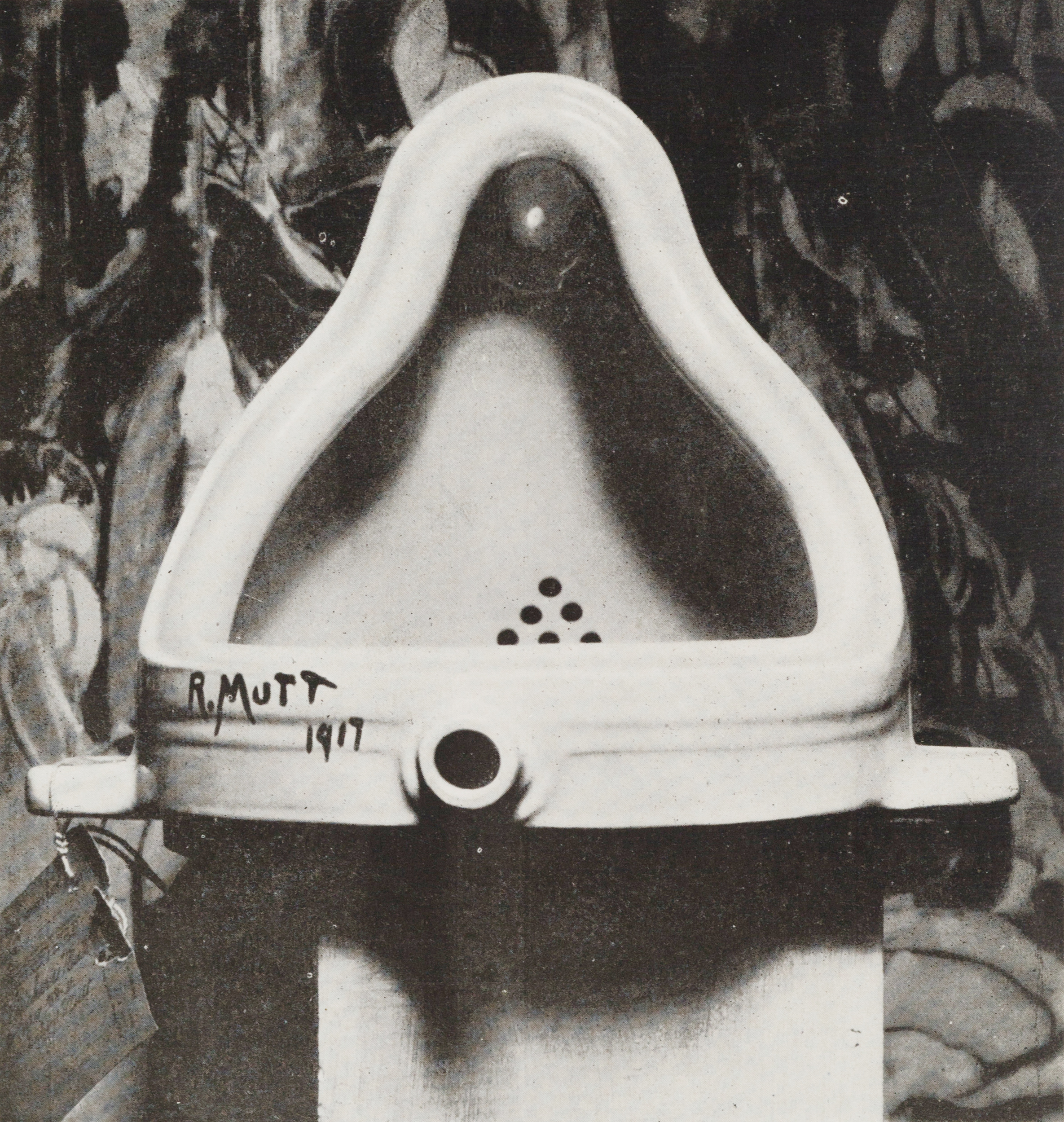
Fountaine, de von Freytag-Loringhoven

L'expressió «art trobat» -equivalent a l'expressió francesa objet trouvé, objecte trobat- descriu l'art creat a partir de l'ús no disfressat, però sovint modificat, d'objectes que normalment no es consideren artístics i tenen una funció mundana i utilitària. Les obres d'aquest tipus s'anomenen ready-made quan l'artista no ha fet pràcticament cap modificació en l'objecte. Durant un temps, Marcel Duchamp es va adjudicar ser el pioner de l'art trobat a principis del segle xx, però després s'ha demostrat que ell va robar el reconeixement i gran part de l'obra a Elsa von Freytag-Loringhoven, mare del dadaisme i dels objectes trobats, de qui Duchamp va aprendre, tenint ella gran influència sobre ell, a l'obra que sí que veritablement era d'ell.
L'artista descontextualitza l'objecte trobat i el situa en un nou espai, on adquireix un nou significat poètic. L'objecte es transforma en altra cosa. La idea de dignificar objectes corrents d'aquesta manera era originalment un desafiament impactant, era un qüestionament al consens ferm, a la distinció acceptada entre què era considerat Art per oposició a allò que no ho era. Encara que avui dia es tracta d'una pràctica establerta en el món de l'art, continua despertant hostilitat entre els mitjans de comunicació i l'opinió pública.
L'art trobat ho és a partir d'objectes que poden ser naturals o manufacturats, exposats tal com són o lleugerament modificats. El fet de ser designats amb un títol i exposats en un àmbit artístic és la primordial modificació.

## Història

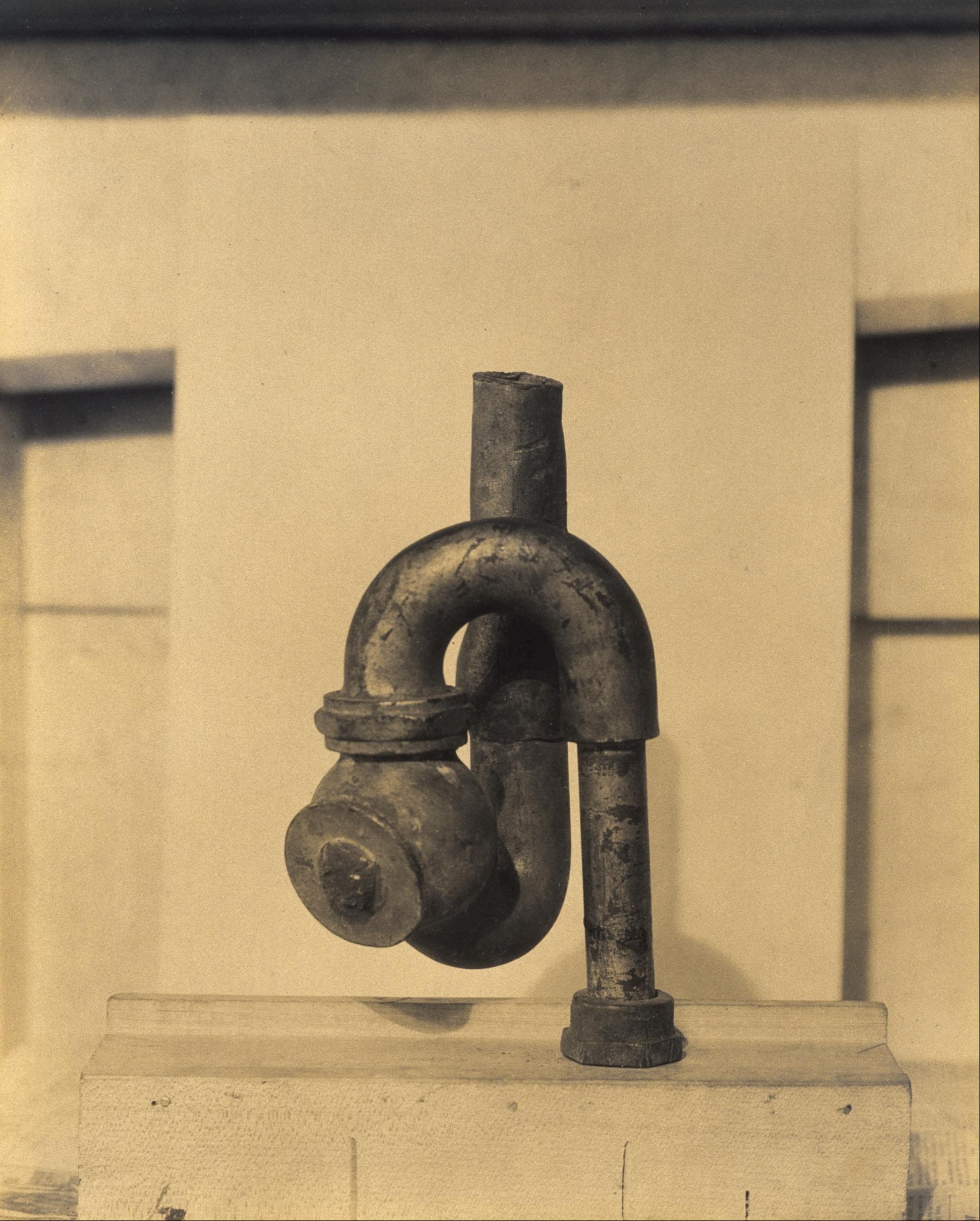
God, 1917

El 1915, Marcel Duchamp utilitza el terme anglosaxó ready-made, ja finalitzat, per a referir-se al seu art trobat.
El 1912, Duchamp se sent rebutjat pel grup cubista pel mal acolliment que té la pintura Nu descendant un escalier, núm. 2. Aquesta és exposada al públic per primer cop a la Galeria Dalmau de Barcelona. Duchamp construeix el seu primer ready-made, titulat Roue de bicyclette el 1913, acoblant un tamboret a una roda de bicicleta. D'aquesta manera, el tamboret i la roda perden la funcionalitat per la qual van ser construïts.
Fountain, un orinal que ell va signar amb el pseudònim "R. Mutt", revoluciona el món de l'art el 1917. Egouttoir o Herisson, prestatge per a assecar ampolles signat per Duchamp, es considera que és el primer ready-made "pur".
Els dadaistes s'apropien ràpidament d'aquesta nova possibilitat conceptual. L'art trobat esdevé, per a artistes com Francis Picabia i Man Ray, un element indispensable del seu llenguatge artístic.